# Пескароло-ед-Уніті
Пескароло-ед-Уніті (італ. Pescarolo ed Uniti) — муніципалітет в Італії, у регіоні Ломбардія, провінція Кремона.
Пескароло-ед-Уніті розташоване на відстані близько 420 км на північний захід від Рима, 85 км на схід від Мілана, 14 км на північний схід від Кремони.

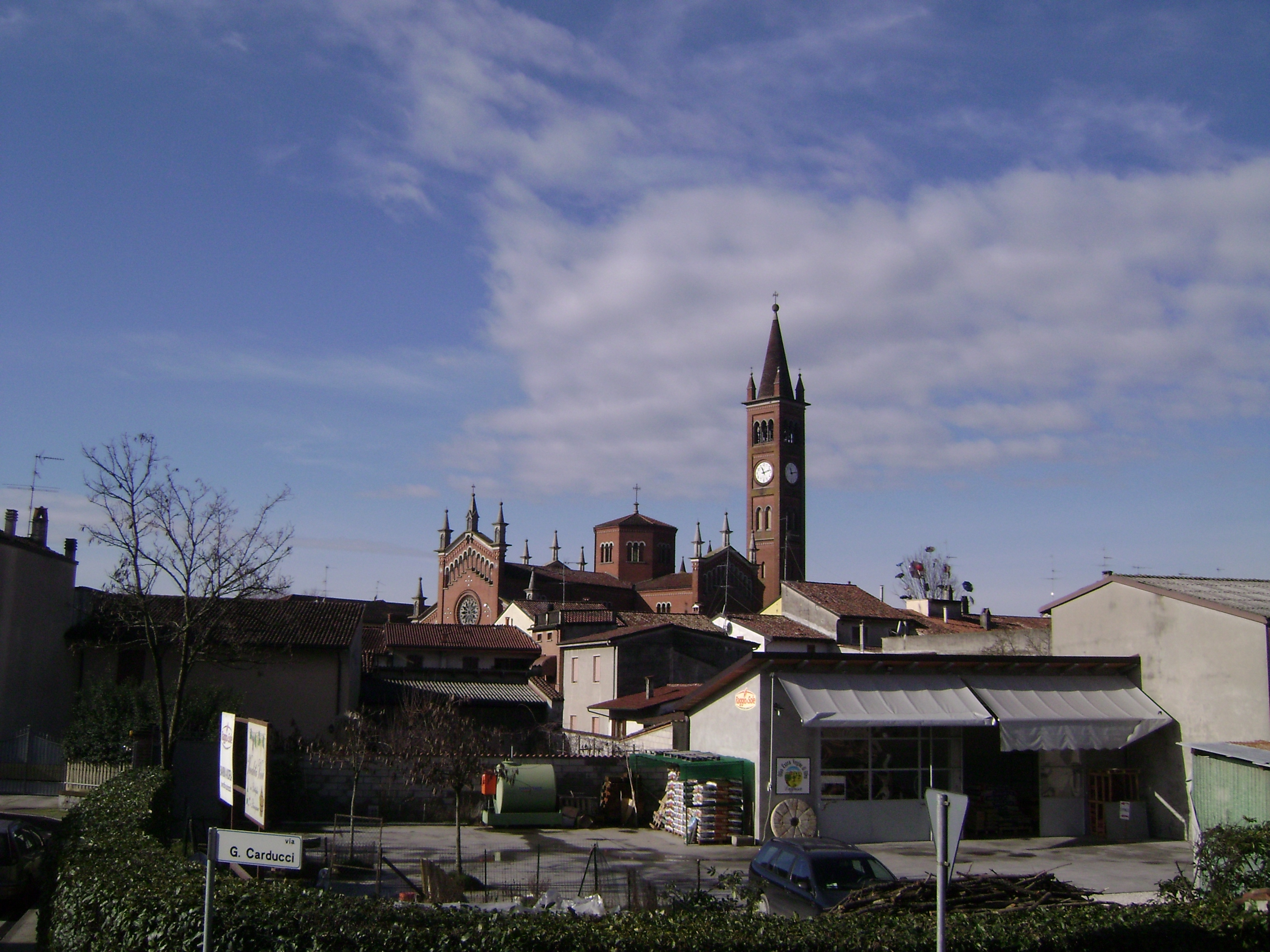

Населення — 1573 особи (2014).
Покровитель — Андрій Первозваний.

## Демографія
Населення за роками:

Станом на 1 січня 2023 року в муніципалітеті офіційно проживало 195 іноземців з 16 країн, серед них 13 громадян країн Євросоюзу.

## Сусідні муніципалітети
- Каппелла-де'-Піченарді
- Чиконьоло
- Габбьонета-Бінануова
- Гронтардо
- Пессіна-Кремонезе
- Весковато